# فرانكو أنتونيللي
فرانكو أنتونيللي (بالإيطالية: Franco Antonelli)‏ هو منافس ألعاب قوى إيطالي، ولد في 28 مارس 1934 في كولاتسوني في إيطاليا.

## وصلات خارجية
- فرانكو أنتونيللي على موقع الاتحاد الدولي لألعاب القوى (الإنجليزية)
- فرانكو أنتونيللي على موقع اللجنة الأولمبية الدولية (الإنجليزية)
- فرانكو أنتونيللي على موقع أوليمبيديا (الإنجليزية)